# فيل أندرسون (دراج)
فيل أندرسون (بالإنجليزية: Phil Anderson) مواليد 20 مارس 1958 في لندن، هو دراج أسترالي سابق في صنف سباق الدراجات على الطريق.

## سجل النتائج

### سباقات أو مراحل فاز بها
- طواف فرنسا
- طواف سويسرا
- طواف إيطاليا

## الميداليات
| الميدالية | المسابقة                  |
| --------- | ------------------------- |
| ذهبية     | دورة ألعاب الكومنولث 1978 |
| ذهبية     | دورة ألعاب الكومنولث 1994 |

## وصلات خارجية
- الموقع الرسمي

## روابط خارجية
- فيل أندرسون على موقع أرشيف الدراجات (الإنجليزية)
- فيل أندرسون على موقع إحصائيات الدراجات الإحترافية (الإنجليزية)
- فيل أندرسون على موقع CycleBase (الإنجليزية)
- فيل أندرسون على موقع قاعة أستراليا للمشاهير الرياضية (الإنجليزية)